# Regina Resnik
Regina Resnik, rodným jménem Regina Resnick (30. srpna 1922 – 8. srpna 2013) byla americká operní pěvkyně – mezzosopranistka. Narodila se v newyorském Bronxu do židovské rodiny rodičům, kteří se tam krátce předtím přestěhovali z Ukrajiny. Své první veřejné představení měla v deseti letech. Svou profesionální kariéru zahájila v roce 1942, kdy zpívala roli Lady Macbeth ve Verdiho opeře Macbeth. Později, když již ukončila svou aktivní kariéru, se věnovala pedagogické činnosti. Zemřela v roce 2013 ve svých devadesáti letech.